# Metleucauge yaginumai
Metleucauge yaginumai är en spindelart som beskrevs av Akio Tanikawa 1992. Metleucauge yaginumai ingår i släktet Metleucauge och familjen käkspindlar. Inga underarter finns listade i Catalogue of Life.